# São Miguel do Tocantins
São Miguel do Tocantins é um município brasileiro do estado do Tocantins. Localiza-se a uma latitude 05º33'18" sul e a uma longitude 47º34'40" oeste, estando a uma altitude de 160 metros. Sua população estimada em 2019 foi de 12.139 habitantes. Possui uma área de 398,820 km².

## História
Conta-se que São Miguel do Tocantins, antigo (Samambaia) era ponto de caçadores, que entravam de mato a dentro faziam barracas as margens de córrego, dali procuravam os batedores das caças em vários pontos de bebedouro por pedras preciosas (diamante), e para facilitar deram o nome de samambaia que é de origem a um vegetal em abundância na região, principalmente nos lugares baixos, até mesmo nascido em outras árvores.
Em 1940 o Sr. Vitorio de Tal, fez uma pequena abertura e um barraco e ali habitou por algum tempo, nesse local para o Sr. Vitorio fez pequenos plantios de arroz e mandioca, em 1945, vendeu o local para o Sr. Antônio Rodrigues Lima (Antônio Rodrigues Lima (Antônio Francisco da Velha Josefa e outros. Em maio de 1952, começaram a chegar nordestinos maranhenses para a região, os primeiros foram: Germando Lopes Sedrim, Nilo Lopes Sedrim, Antão Lopes Sedrim (Pelado), Antônio Rocha, Luiz Carneiro, Manoel Ester e outros. Em 1953, chegaram outras famílias dentre elas José Dias Carneiro (Ventura), José Ventura, Cícero Ventura e outros.
Os moradores que chegaram em 1952, vieram de um lugar chamado Almeida, que ficaram às margens do Rio Itapecurú, cujo padroeiro é São Miguel, daí começaram a festejar o Santo, anos depois resolveram mudar o nome do lugar de Samambaia para São Miguel, foi esta a origem do novo nome. 
Em 1955 não havia escolas no povoado, o Sr. José Dias Carneiro (Ventura), resolveu fundar uma escolinha particular, dias depois foi nomeado pela Prefeitura Municipal de Itaguatins, na administração do então prefeito da época Sr. Benedito Matos, depois foi nomeado a Professora Maria da Natividade que tempos depois foi contratada pelo Estado. Os primeiros professores de São Miguel foram: José Dias Carneiro, Maria da Natividade Sousa, Sansão Dias Marcelo e Gercina Silva Abreu.

### Formação Administrativa
Elevado à categoria de município e distrito com a denominação de São Miguel do Tocantins, pela Lei Estadual nº 251, de 20 de fevereiro de 1991, alterada em seus limites pela Lei Estadual nº 498, de 21 de dezembro de 1992, desmembrado do município de Itaguatins. 
Sede no atual distrito de São Félix do Tocantins (ex-povoado). 
Constituído do distrito sede, instalado em 1 de janeiro de 1993. 
Em divisão territorial datada de 2001, o município é constituído do distrito sede. 
Assim permanecendo em divisão territorial datada de 2007.

## Demografia
| População estimada 2013           | 11.271  |
| População 2010                    | 10.481  |
| Área da unidade territorial (km²) | 398,820 |
| Densidade demográfica (hab/km²)   | 26,28   |
| Código do Município               | 1720200 |